# Канада на летних Олимпийских играх 1920
Канада принимала участие в Летних Олимпийских играх 1920 года в Антверпене (Бельгия) в пятый раз за свою историю, и завоевала по три медали каждого достоинства.

## Золото
- Лёгкая атлетика, мужчины, 110 метров с препятствиями — Эрл Томпсон.
- Хоккей, мужчины.
- Бокс, мужчины — Берт Шнайдер.

## Серебро
- Плавание, мужчины, 1500 метров — Джордж Вернот.
- Бокс, мужчины — Клиффорд Грахам.
- Бокс, мужчины — Джордж Прудомме.

## Бронза
- Бокс, мужчины — Кларенс Ньютон.
- Бокс, мужчины — Мое Херцович.
- Плавание, мужчины, 400 метров — Джордж Вернот.